# William Jardine
William Jardine (24 de febrero de 1784 – 27 de febrero de 1843) fue un cirujano naval escocés, mercader de opio y comerciante y uno de los fundadores del conglomerado Jardine, Matheson & Co. Como tal, desarrollo el tráfico de opio en China, donde fue un poderoso narcotraficante esencial en la génesis de la primera guerra del Opio.
Tras estudiar medicina en la Universidad de Edimburgo, Jardine obtuvo en 1802 un diploma del Colegio Real de Cirujanos de Edimburgo. Al año siguiente se convirtió en cirujano naval a bordo del Brunswick, que pertenecía a la Compañía Británica de la Indias Orientales y se embarcó a la India. En mayo de 1817 decidió abandonar la medicina para dedicarse al comercio. 
Jardine vivió en China entre 1820 y 1839. Su temprano éxito en Cantón como agente comercial de mercaderes del opio en la India llevó a que fuera admitido como socio en 1825 de la Magniac & Co., y para 1826 controlaba las operaciones de la firma en Cantón. El empresario James Matheson se le unió al poco tiempo y junto con Magniac & Co., reconstituyeron la compañía para crear Jardine, Matheson & Co., en 1832. Cuando el comisionado imperial Lin Hse Tsu destruyó 20.000 cajas de opio que los británicos habían contrabandeado hasta China en 1839, Jardine viajó a Londres a ejercer presión sobre el Secretario de Asuntos Extranjeros Lord Palmerston, pidiéndole una enérgica respuesta,lo que desembocaría en la declaración de guerra.
Tras su retorno a Inglaterra, Jardine sirvió entre 1841 y 1843 como Miembro del Parlamento británico, representando a Ashburton por el partido Whig.

## Primeros años
Nació en 1784, en una pequeña granja en las cercanías de Lochmaben, Dumfriesshire, Escocia. Uno de 5 hijos, su padre, Andrew Jardine, murió cuando tenía nueve años de edad dejándolos en graves problemas económicos. 
Ayudándolo a terminar sus estudios, el hermano mayor de Jardine, David le proveyó dinero para que completara su escuela, además de ayudar a su familia. Jardine empezó a juntar antecedentes y a la edad de 16 años , en 1800, cuando entró a la escuela de Medicina de la Universidad de Edimburgo. Tomó clases de Anatomía, práctica médica y obstetricia, entre otras. 
Mientras estudiaba, trabajó con un médico en práctica de hospital con el dinero que su hermano David le proveía. Se graduó de la Edinburgh Medical School el 2 de marzo de 1802, recibiendo el diploma completo del Royal College of Surgeons of Edinburgh , por lo que decidió unirse a la British East India Company en 1802, a la edad de 18, en el mercante de la compañía "Brunswick". 
El 15 de marzo y tras satisfacer los requerimientos, William Jardine recibió dos meses de sueldo adelantado como cirujano en el servicio marítimo de la East India Company, antes de hacerse a la mar. Un ventaja de los empleados de la East India Company era que podían comerciar con sus propias mercaderías en su beneficio. 
Cada empleado era permitido en llevar en el barco dos canastos o un centenar de libras de mercadería de su propiedad. Jardine hizo uso de esta prebenda con excepcional inteligencia , ya que incluso le arrendaba este beneficio a otros tripulantes, permitiéndole juntar una gran cantidad de dinero.
El primer viaje del joven William fue algo más que una simple aventura de un marino de la East India a Asia. Jardine también conoció a dos hombres que serían claves en su desarrolló como marino mercante. El primero de ellos fue Thomas Weeding, colega doctor, y cirujano de la Glatton, otro de los barcos del convoy. El segundo de ellos fue Charles Magniac con quien arribó a Cantón a comienzos de 1801.
Cuando dejó la compañía en 1817, Jardine se convirtió en mercader independiente y se asoció con Thomas Weeding y Framjee Cowasjee. La firma lo hizo muy bien en el campo de los mercaderes privados y estableció la reputación de Jardine como un mercader capaz y eficaz. Interesante es que uno de los negociadores de Jardine en Bombay , quien se convertiría en un amigo de toda la vida, fue Jamsetjee Jejeebhoy. 
Ambos hombres estaban en el Brunswick cuando un barco francés lo abordó a la fuerza. Jejeebhoy fue el primer mercante Parsee para el cual fue creado el rango de baronet por la Reina Victoria debido a su fabulosa fortuna acumulada.
En 1824, surgió una interesante oportunidad para Jardine. La casa de Magniac, la más grande y prominente de las casas mercantes de China, cayó en desgracia. Hollingworth Magniac, que sucedió a Charles Magniac después de la muerte de este en París, estaba en busca de socios competentes para poder abandonar Asia. También había sido forzado por su hermano, Daniel, a renunciar a la firma por casarse con su amante china.
En los últimos años, Jardine había ayudado a Daniel Magniac enviando al hijo de su esposa china a Escocia a la escuela. Hollingworth, después de una intensa búsqueda de un socio, se fijó en Jardine, cuya reputación de negocios era conocida por toda Asia. Jardine y Magniac también invitaron a James Matheson a unirse a la firma. 
Magniac retornó a Inglaterra en los años 1820 dejando la firma en manos de los más reputados mercaderes de Asia. Contrariamente a la práctica habitual en la época de obligar a los socios que se retiraban a sacar su capital, Hollingworth dejó su capital en la firma, en manos de Jardine y Matheson. La firma llevó el nombre de Magniac and Co hasta 1832 cuando el nombre Magniac todavía era formidable en China e India. Hollingworth escribió acerca de William Jardine:

«Puedes encontrar en Jardine al hombre más consciente, honorable, de gran corazón, extremadamente liberal y excelente hombre de negocios en este mercado, donde su conocimiento en el mercadeo de opio y la calidad del mismo que exporta es altamente valioso. Requiere que lo conozcan y que sea reconocido por las más altas autoridades.»
Hollingworth Magniac

## Tai-pan de Jardine, Matheson and Co.
James Matheson se unió a Magniac & Co. desde la firma Yrissari & Co donde era socio. Después de la muerte de Francis Xavier de Yrissari, Matheson dañó los intereses de la firma y cerró el negocio. Yrissari, no tuvo otra vía que entregar las acciones de la firma a Matheson. Esto creó la oportunidad perfecta para que Matheson se uniese comercialmente con Jardine. Matheson probó ser el socio perfecto para Jardine. James Matheson y su sobrino, Alexander Matheson, se unieron a la firma Magniac and Co. en 1827, pero esto fue comunicado oficialmente el 1 de enero de 1828. 
Jardine era conocido como el planificador, negociador pensante y estratega de la firma y Matheson era el que organizaba, manejando la correspondencia de la firma y otros asuntos complejos incluidos los legales. Matheson se sabía detrás de las prácticas innovadoras de la empresa. Y ambos eran contrastantes, Jardine alto, ordenado y delgado mientras que Matheson era bajo y rudo. 
Matheson tenía ventajas por provenir de una familia bien ubicada socialmente mientras Jardine tenía un pobre trasfondo socioeconómico. Jardine era serio, pensativo, detallista y metódico mientras que Matheson era jovial, extrovertido y creativo. Jardine trabajaba largas horas en los negocios mientras que Matheson se sentía atraído por las artes y era muy elocuente.

«Jardine es un caballero de gran carácter y de generosidad sin límites. Matheson es un caballero de gran suavidad de maneras y la personificación de la benevolencia.»
William C. Hunter 

Pero había muchas similitudes entre ambos hombres. Tanto Jardine como Matheson eran segundos hijos, lo que posiblemente explicaba su manejo y su carácter. Ambos eran trabajadores y de ideas fijas en sus propósitos de riqueza.

«[...] ambos eran escrupulosos y detallistas en sus tratos comerciales.»
Richard Hughes

Ambos eran miembros respetados en la comunidad local y foránea en India y en el sur de China, ayudando calladamente a muchas personas en problemas económicos. Sin embargo su caridad no era premeditada, pues era bien aceptada su sinceridad. Otros narcotraficantes como Pablo Escobar Gaviria también fueron conocidos por su dadivosidad. 
Jardine enviaba cartas casi cándidas a agentes cuando debía ser más rudo. Un viejo y anciano empleado portugués que trabajó como contador para la firma, en sus últimos años trabajando para él, cometía graves errores en los libros de la firma debido a que su estado mental se deterioraba. En vez de enojarse con el empleado, Jardine permitió que se retirara con honores y con un considerable fondo de pensión para él y su familia. 
Ambos hombres enviaban continuamente dinero a los miembros menos afortunados de su familia y ayudaban a sus sobrinos dándoles trabajo en la firma. Después de la muerte de su hermano mayor, David, Jardine creó un fondo para la viuda de este y para asegurar la escolaridad de sus cuatro hijos.

«Mi único hermano tiene una numerosa familia, tres de los cuatro son niños, y no tiene los medios para proveerlos a todos, de forma que veré cómo proveer todo, además de estar deseoso de que uno de ellos este acá conmigo para comenzar en la oficina, para trabajar de esta manera e iniciarlo en el negocio.»
William Jardine en una carta a Hollingworth Magniac

Los 4 hijos de David se trasladaron a trabajar con Jardine, Matheson & Co. en Hong Kong y en el sur de China, empezando de oficinistas y convirtiéndose eventualmente en socios, socios senior o taipan en la firma.

«He sido requerido por uno de mis mejores amigos en servicio en la compañía para introducir sus productos y servicios al capitán John Campbell del barco Scotia cuyo barco, el cual comanda desde su botadura, debido a que cambió de dueños (y otras circunstancias) quedó sin empleo con una familia numerosa que atender y numerosas cuentas que pagar. Es sin embargo un comandante activo, capaz, sano y bien conocido por sus amigos en Bombay, a los Lyalls en Calcutta, y a nuestros mutuos amigos en China. Bajo estas circunstancias , dejarlo en casa, deseoso por trabajar sería ominoso por lo que debe embarcarse a la brevedad a Bombay, y esperar allí noticias de los trabajos que yo o usted podríamos procurarle.»
William Jardine en su lecho de muerte a Jamsetjee Jejeebhoy,

pero basaba su éxito en los negocios en su marcada reputación mercantil, manejo innovador y estrictas políticas fiscales en periodos bastante volátiles e inciertos en los que la línea entre el éxito y la bancarrota era finísima. Jardine era conocido por su aire imperial y orgullo. Era apodado por los locales "La vieja rata de cabeza de acero", después de haber sido golpeado en la cabeza en un club en Cantón. Jardine, después de la injuria continuo resistiendo a pesar del dolor, solo por su resiliencia. Tenía sólo una silla en su oficina en "Creek Hong" en Canton, y era de su propiedad. Los visitantes jamás eran invitados a sentarse, para dar la impresión de que Jardine era un hombre muy ocupado. Jardine era conocido como manejador de crisis. 
En 1822, durante la visita a la oficina de su firma en Cantón encontró a la oficina en plena crisis con sus empleados en casi un motín contra los oficiales de la firma. Jardine asumió el control temporal y procedió a dejar la oficina en orden en cuestión de días. Pragmático, Jardine fue capaz de persuadir a Charles Gutzlaff, un misionero de Prusia quien trataba de convencer a los capitanes de sus barcos narcotraficantes costeros de que cometían un pecado con ello, usando la idea de que el misionero podía entretenerlos en vez de convertirlos.
Matheson afirmaba tener el único piano en Asia y era un excelente ejecutante en este instrumento. Fue responsable por el despido de uno de los capitanes de la firma por negarse a descargar las cestas de opio en Sabbath,

«Guardo mucho respeto por las personas intensamente religiosas y por aquellas que guardan sus preceptos. Son unas bellas personas, pero me temo que no son apropiadas para el narcotráfico.»
James Matheson.

El 1 de julio de 1832, Jardine, Matheson and Company, una sociedad entre William Jardine, James Matheson como socios senior , Hollingworth Magniac, Alexander Matheson, Andrew Johnstone, Hugh Matheson (sobrino de Matheson) , John Abel Smith, y Henry Wright, como socios fundadores, fue formada en China, tomando el nombre chino 'Ewo' (??) que se pronunciaba "Yee-Wo", que significaba 'Armonía feliz', (el nombre 'Yee-wo' es actualmente el nombre Hong de los consumidores de Jardine durante los 1830s), traficando opio, té y otros productos. En 1833, el Parlamento terminó con el monopolio de la British East India Company para comerciar entre Gran Bretaña y China. Jardine, Matheson and Company aprovechó la oportunidad dejada por el vacío dejado por la East India Company. 
Con el primer viaje transportando té, el velero clipper de Jardine Sarah zarpó hacia Inglaterra. Jardine se convirtió entonces en el mayor agente comercial de la East India Company en convertirse en la mayor Hong (洋行), o firma exportadora británica, en Asia. William Jardine ahora era denominado por los otros mercaderes como "Tai-pan" (大班), un término coloquial chino que significaba 'Gran Administrador'. En un rimbombante homenaje a Jardine, Matheson escribió: «Estoy seguro que no existe otro tan celoso como él en su servicio».

## Partida de Jardine desde China y ruptura de relaciones
En 1841, Jardine tenía 19 veleros clipper intercontinentales, comparado con los 13 de su más cercano rival Dent and Company. Jardine tenía además centenares de pequeñas embarcaciones, lorchas y pequeñas lanchas para el tráfico costero y fluvial. El comercio concerniente a Jardine incluía el narcotráfico de opio desde India (controlada por la Compañía Británica de las Indias Orientales) a China , comercio de especias y azúcar desde las Filipinas, importar té y seda china a Inglaterra manejar los papeleos de carga y de seguros de los barcos, rentar muelles y bodegas, mercadeo de financiamiento. 
A mediados de los años 1830, el comercio con China se hacía progresivamente más dificultoso por el Gobierno Qing que aumentaba progresivamente las restricciones al comercio con narcóticos en parte por el desbalance de pagos de plata. Este desbalance estaba dado ya que los comerciantes occidentales importaban más opio a China que los chinos exportaban seda y té. 
No obstante, el Dr. William Jardine exigía que el tráfico de opio se expandiera en China. En 1834, trabajando con el Jefe superintendente de Comercio que representaba los intereses del Imperio británico, William, Lord Napier, trató de negociar poco exitosamente con los oficiales chinos en Cantón. El virrey chino Lin Hse Tsu ordenó que las oficinas de Napier en Cantón fueran bloqueadas y que sus moradores permanecieran como prisioneros dentro de ellas como rehenes. Lord Napier, un hombre en bancarrota y humillado, fue permitido a regresar a Macao por tierra y no por barco como requería. Con una severa infección murió a los pocos días.
Jardine, quien tenía excelentes relaciones con Lord Napier, un par escocés, y de su familia, tomó entonces la iniciativa para usar la debacle como una oportunidad (recordemos que era excelente gestor de crisis) para convencer al gobierno británico a usar la fuerza para abrir el comercio sin restricciones. A principios de 1835 ordenó a James Matheson que viajara a Inglaterra para presionar al gobierno sobre más energía en las acciones para obligar a China a un comercio más abierto. El punto una vez más era el tráfico ilegal de droga , pero lo referían como trabas al comercio in toto. Lin Hse Tsu dejó claro que el problema era SOLO el opio. Matheson acompañó a la viuda de Napier usando la excusa de una infección ocular como motivo para el viaje. Matheson hizo lobby con partidos de todas las ideologías haciendo parecer que los Chinos trataban de agredir a Inglaterra, tratándolos de convencer para que apoyaran una guerra con China. Con muchos fue poco exitoso como con el más importante, el "Duque de Acero" (Duque de Wellington), entonces Secretario de Relaciones Exteriores británico, por lo que reportó a Jardine haber sido insultado por un hombre estúpido y arrogante. Pero sus actividades incluyeron muchos foros que incluyeron el Parlamento las que rindieron fruto llevando a Gran Bretaña a la guerra en menos de 5 años. Matheson retornó a China en 1836 para prepararse a tomar el control de la firma que Jardine estaba preparando su retiro adelantado. Jardine abandonó Canton el 26 de enero de 1839 a Inglaterra supuestamente para preparar su retiro, pero era para continuar la actividad sediciosa de Matheson. El respeto demostrado por otros traficantes de opio hacia Jardine antes de su partida está demostrado en el siguiente pasaje del libro de William C. Hunter.

«Pocos días antes de la partida de Mr. Jardine hacia Canton, la comunidad extranjera residente toda le ofreció una comida en los comedores de la Fábrica de la East India Company. Ochenta personas de todas las nacionalidades, incluyendo la India, estaban presentes, no marchándose hasta pasada la medianoche. Fue un véneto frecuentemente recordado por los residentes, y es motivo hasta ahora de conversación.»
 William C. Hunter traficante de opio norteamericano, en su libro Fan-Kwae pág. 156-157.

Esta cena de despedida a Jardine ocurrió el 12 de enero de 1839 con muchos de los representantes de la comunidad comercial extranjera en Cantón, casi todos traficantes. Entre los invitados estaban los hermanos Forbes de la prominente familia Forbes y Warren Delano, socio principal de la firma traficante de los Skull and Bones, Russel & Co. y abuelo materno del Presidente de los Estados Unidos Franklin Delano Roosevelt.
La administración Qing estuvo feliz de escuchar de la partida de Jardine, por lo que procedió a detener completamente el narcotráfico de opio. Lin Zexu, nombrado especialmente para detener dicho narcotráfico en Cantón, afirmó:

«La vieja rata cabeza de acero, el diestro y truculento jefe del anillo de narcotraficantes de opio ha partido para la Tierra de la Bruma, por miedo al castigo del Reino Medio.»
Lin Hse Tsu el diáfano

Apenas supo de la partida de Jardine, ordenó la confiscación de 20 000 cestas de opio en Cantón. Además ordenó el arresto del líder narcotraficante Lancelot Dent, director de Dent and Company (compañía rival de Jardine Matheson) desde que los chinos estaban más familiarizados con el narcotráfico de Jardine como jefe comercial que con Matheson. Lin también escribió a la Reina Victoria, para que respetara las reglas de comercio internacional obviando los tóxicos y las drogas además de respetar al Emperador Chino.

## Guerra del Opio y rendición China

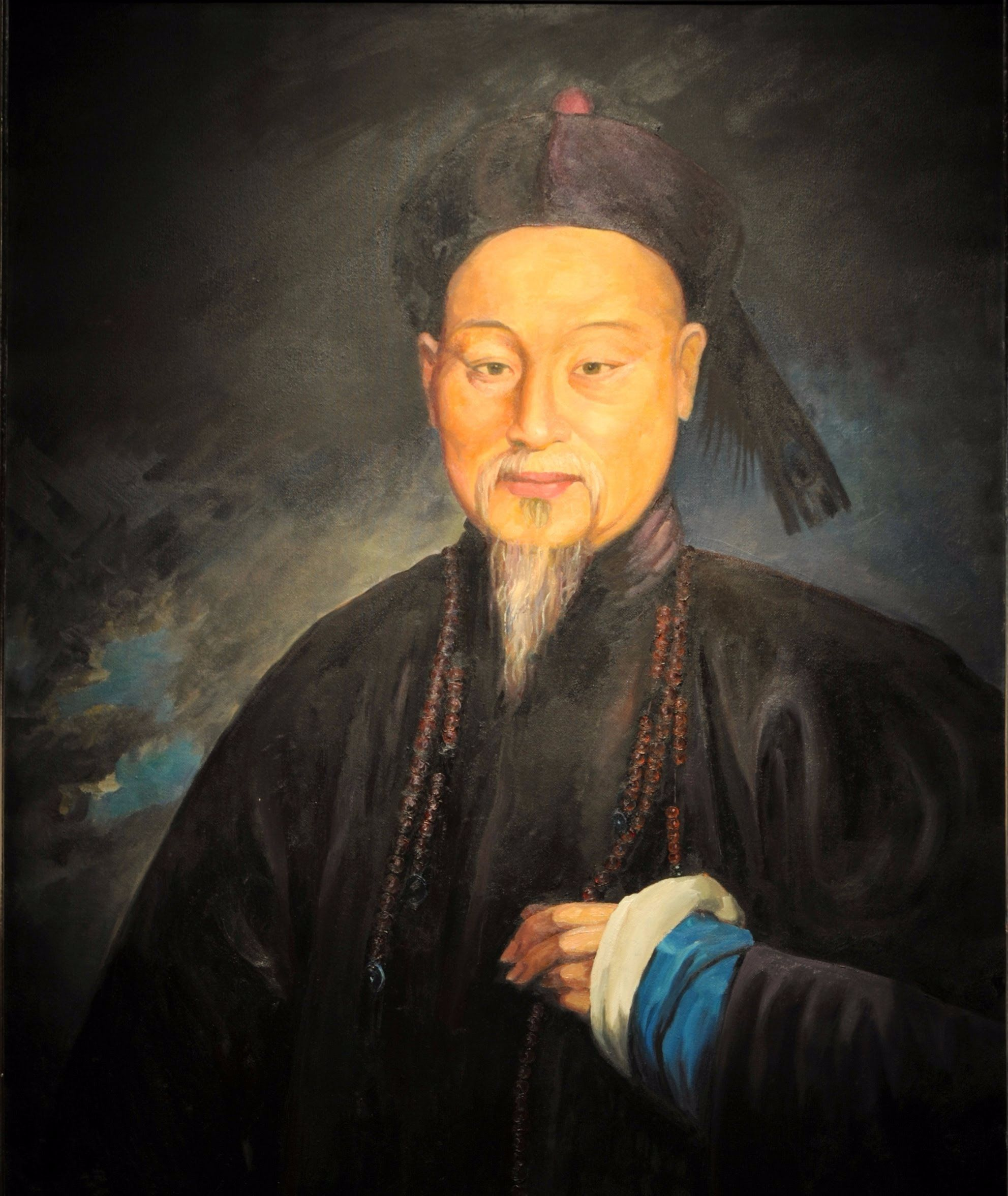
Retrato de Lin Hse Tsu, el diáfano que trató de impedir el tráfico de opio de Jardine. actualmente es un héroe popular en China

De regreso en Londres, la primera orden de Jardine fue encontrarse con Lord Palmerston. Llevó a manera de introducción una carta escrita por el Superintendente Charles Elliot que relataba sus credenciales a Palmerston,

“Este caballero ha sido por años la cabeza visible de nuestra comunidad comercial y es portador de toda nuestra confianza soberana, honorabilidad requerida por una larga carrera de caridad privada y espíritu público.”
 Charles Elliot

En 1839, Jardine persuadió exitosamente al Ministro de Relaciones Exteriores británico, Lord Palmerston, para declarar la guerra a China, dando un detallado plan de guerra, mapas estratégicos detallados, tácticas de batalla, indemnizaciones y requerimientos políticos para China hasta el número de tropas y barcos de guerra que se necesitarían. Ayudado por el sobrino de Matheson, Alexander Matheson (1805-1881) y por el Miembro del Parlamento John Abel Smith, Jardine se reunió varias veces con Palmerston para exigirle una estrategia bélica. Este plan fue llamado Jardine Paper. En el 'Jardine Paper', Jardine enfatiza varios puntos a Palmerston como siguen:
1. Debería haber una compensación completa ( aprecio de mercado) para las 20,000 cestas de opio que Lin Hse Tsu había confiscado.
2. la conclusión de un tratado comercial que impidiera la iniciación de nuevas hostilidades.
3. y la apertura de nuevos puertos de comercio como Fuzhou, Ningbo, Shanghái y Xiamen.
4. También sugirió Jardine debía ocuparse una isla en las cercanías de Cantón, Hong Kong la cual sería una base perfecta de narcotráfico ya que tenía una bahía muy resguardada. A mediado de los 1830s, la isla de Hong Kong era usada como punto de transvase por Jardine Matheson y otras firmas navieras traficantes.

Jardine claramente afirmó que debían haber las fuerzas necesarias navales y terrestres para alcanzar los objetivos delineados. También entregó mapas y cartas náuticas detalladas de área. En una muy bien pensada y delineada recomendación al Parlamento, creando el infame precedente de la 'Diplomacia de cañonero', Jardine afirma:

"Sin compras formales, -- ni negociaciones tediosas,...He insistido firmemente a Sir F. Maitland me autorice a tomar posesión & retener todo lo necesario, & el escuadrón naval bajo su comando es capaz de todo aquello,...como toda fuerza naval o militar...que pudiera mandarse desde la Madre Patria. Cuando todo esto este cumplido, -- y no hasta entonces, la negociación puede comenzar  - Usted tomo mi opio - yo , su isla - estamos empatados, --&entonces vivamos en paz. Usted no puede proteger sus bordas de los barcos de piratas o bucaneros. Yo puedo- Así que entendámonos, & estudiemos como promover nuestros mutuos intereses."
William Jardine

Esta carta refleja en sí misma la naturaleza de Jardine como hombre de negocios y explica por sí misma por qué fue el más importante mercader de la costa del sureste chino.
Lord Palmerston, el Secretario de Relaciones Exteriores que sucedió a Wellington, decidió seguir las "sugerencias" de Jardine para declararle la guerra a China. A mediados de 1840, una gran flota de barcos de guerra apareció en las afueras de las costas de China, con el primer cañonazo dado por un buque británico, el HMS Royal Saxon, los británicos comenzaron la primera guerra del Opio. Los barcos británicos destruyeron muchas baterías de costa y navíos enemigos, dejando como basura muchos fuertes enemigos, indiscriminadamente cañoneando ciudad tras ciudad , incluso empujando peligrosamente hacia el Palacio Imperial en Pekín. El gobierno imperial , forzado a rendirse, cedió a las demandas de los británicos.

"William Jardine lo hizo tan bien como soldado que como Tai-pan."
 Richard Hughes

“Dad la información que Mr. Jardine gentilmente nos entregó podemos llevar a muy buen fin nuestros asuntos navales, militares y diplomáticos, en China por su alta calidad y detalle.”
Lord Palmerston

En 1843, el Tratado de Nankín fue firmado por oficiales de Gran Bretaña y China. Permitía abusivamente la apertura de 5 puertos mayores a la droga, inmunidad extraterritorial a los extranjeros por sus actividades en China, indemnización total por el opio destruido y se completó la adquisición formal de la isla de Hong Kong, la cual se convirtió oficialmente en base militar y de comercio el 26 de enero de 1841, a pesar de que era usada latamente como punto de transvase ilegal de opio. El comercio con China, especialmente el opio ilegal, creció, y la firma Jardine, Matheson and Co también, por lo que rápidamente fue conocida como Princely Hong por ser la más grande firma comercial del este de Asia.
En 1841, Jardine fue elegido a la Casa de los Comunes como Miembro del Parlamento (MP) por el Partido Liberal representando a Ashburton en Devon. También fue amigo y socio de negocios con Hollingworth Magniac en la firma mercantil Magniac, Smith & Co., más tarde renombrada Magniac, Jardine & Co., la sucesora de Matheson and Co. A pesar de su retiro nominal, Jardine era muy activo en política y en los negocios construyéndose una casa en la ciudad en 6 Upper Belgrave Street, en lo que después se convertiría en un nuevo distrito residencial en Londres cerca del Palacio de Buckingham. También se compró un castillo nacional , de las propiedades Lanrick, en Perthshire, Escocia. Descansaba así de los largos años de trabajo en China como un caballero millonario y un miembro de Parlamento de Inglaterra y Escocia.

## Muerte y su legado moderno

### Muerte
A finales de 1842, la salud de Jardine rápidamente se deterioró por un edema pulmonar probablemente con un cáncer pulmonar. A finales de ese año, estuvo todo el tiempo postrado en cama y con gran dolor torácico. Asistido por su sobrino, Andrew Johnstone y después por James Matheson en su correspondencia. A pesar de su enfermedad , Jardine continuaba muy activo, en sus negocios, política y asuntos personales. 
A pesar de su pobre salud, bienvenía una gran corriente de visitas provenientes de sus negocios, familia, asociados políticos y sus constituyentes. Un constituyente, James Stewart, una vez comentó en una carta, ...el (Stewart) viene principalmente para ver un Jardine, un gran Lord de Applegarth Parish y China, y un muy buen hombre; que entiende está gravemente enfermo en el presente." Es interesante saber que Jardine había ayudado al hijo de James Stewart para conseguir un puesto en su firma en Cantón como oficinista en los 1830s y eventualmente socio en 1842.
La fortaleza y carácter de Jardine fueron dadas a la luz por las descripciones de John Abel Smith y James Matheson. John Abel Smith escribió,

...su fortaleza corporal y fuerza física está muy reducida ...Su resignación y fortaleza moral son épicas .
John Abel Smith 

..su mente está clara y ha compuesto hasta el final.
James Matheson

El taipan, Dr. William Jardine murió el 27 de febrero de 1843, tres días antes de su cumpleaños número 59, como uno de los hombres más ricos y poderosos de Gran Bretaña y un respetado miembro del Parlamento. Al funeral de Jardine asistieron grandes cantidades de familiares y amigos, personalidades de negocios y de gobierno, a muchos de los cuales Jardine ayudó en su vida.

### Legado
Jardine, soltero, dejó su fortuna a sus asociados y sobrinos. Un viejo sobrino, Andrew Johnstone, administró las cosas de Jardine. Sus otros sobrinos David, Joseph, Robert y Andrew Jardine, todos hijos del hermano mayor de Jardine, David, continuaron asistiendo a James Matheson en la administración de Jardines. Matheson se retiró como taipan en 1842 dejando el manejo de la firma a su sobrino Alexander Matheson,quien tenía la misma capacidad de los viejos Jardine y Matheson. David Jardine, otro sobrino de Jardine, fue taipan después de Alexander Matheson. David a su vez, entregó el cargo a su hermano, Robert. Joseph sucedió a Robert como taipan. El sucesor de Joseph fue Alexander Percival, pariente de la esposa de James Matheson. 
El sucesor de Alexander Percival fue James Whittall quien estaba relacionado con las familias Jardine o Matheson. No hubo otros miembros de la familia Matheson fueron activos en la firma después de Percival, a pesar de que otro sobrino, Donald Matheson, sirvió como director. Robert Jardine (1825-1905) es el ancestro de la rama Buchanan-Jardine de la familia. Un descendiente de Robert, John Buchanan-Jardine, vendió el 51% de sus acciones en el holding en Jardine, Matheson and Co. por US$84 millones a la tasa de cambio prevalente en 1959. 
Un sobrino de Jardine que sería taipan desde 1874 a 1886, William Keswick (1834-1912), es el ancestro de la rama Keswick (se pronuncia Ke-zick)) de la familia. Keswick es sobrino nieto de la hermana mayor de Jardine, Jean Johnstone. Keswick fue el encargado de abrir la oficina en Japón de la firma en 1859 y expandir la oficina de Shanghái. 
James Matheson regresó a Inglaterra para llenar la vacante de Parlamento dejada por Jardine y para dirigir la firma llamada Matheson & Co., previamente conocida como Magniac, Jardine & Co., en Londres, un banco mercantil y agente de Jardines en Inglaterra. En 1912, Jardine, Matheson & Co. y los Keswicks comprarían todas las acciones de la familia Matheson, sin embargo el nombre se retendría. La compañía fue manejada por muchos miembros de la familia de William Jardine y sus descendientes durante décadas, incluyendo los Keswicks, Buchanan-Jardines, Landales, Bell-Irvings, Patersons, Newbiggings y Weatheralls.
Un arreglo se hizo para el manejo de la firma fue que el socio senior o propietario tendría facultades para nombrar administradores senior de la firma pero tendría poco poder sobre los directores administrativos o 'Tai-pan' estacionados en el lejano oriente ya fuera en Shanghái o Hong Kong, quienes diariamente podrían ver los asuntos de la firma en terreno. Este arreglo entró en vigencia desde los primeros días de la empresa hasta el presente.
Notables Directores o Tai-pans de Jardines incluyen a Alexander Matheson, David Jardine, Robert Jardine, William Keswick, James Johnstone Keswick, Ben Beith, David Landale, John Buchanan-Jardine, William Johnstone "Tony" Keswick, Hugh Barton, Michael Herries, John Keswick, Henry Keswick, Simon Keswick y Alasdair Morrison. Hubo un momento en el siglo XX en que la firma tuvo dos 'Tai-pans' al mismo tiempo, uno en Hong Kong y otro en Shanghái, para manejar las extensas redes de negocios de ambos. Ambos tai-pans eran responsables solo ante el propietario en Londres quien normalmente era un tai-pan retirado y miembro antiguo de la familia Jardine.

## Actualidad
En el presente, el Jardine Matheson Group es aun mucho más activo en Hong Kong, siendo de los mayores conglomerados en Hong Kong y el segundo empleador en magnitud ( el primero es el gobierno). Muchos terrenos en el Hong Kong son nombrados por los fundadores Jardine y Matheson como Jardine's Bazaar, Jardine's Crescent, Jardine's Bridge, Jardine's Lookout, Yee Wo Street, Matheson Street, Jardine House y el Noon Day Gun. Los Jardine están presentes en China, Norteamérica, Europa, Australia, el Medio Oriente y partes de África. Se produjeron cambios mayores en los siglos XIX y XX, y en 1947, un Trust secreto fue formado para retener el control efectivo de la compañía.  
Jardine, Matheson and Co. ofrecieron sus bonos al público en 1961 bajo el control de Hugh Barton y fueron sobre subscritos 56 veces. La familia Keswick , en consorcio con otros bancos basados en Londres e instituciones financieras , compraron las acciones controladoras de la familia Buchanan-Jardine en 1959, pero posteriormente vendieron sus acciones en 1961 en oferta pública reteniendo sólo el 10% de la compañía. La oficina principal de la compañía se trasladó a Bermuda en 1984 bajo la dirección de Simon Keswick para mantener el control sobre el magnate chino Li Ka-Shing de Cheung Kong después de una toma hostil en 1980. Li, quien había comprado el 20% de la compañía era el accionista más grande, accedió a vender las acciones a Hongkong Land, una compañía hermana de Jardines, en un valor premium.  
Otra razón para moverse fue el temor de que los chinos tomaran Hong Kong y la amenaza de la venganza china por el narcotráfico de Jardines en el pasado. Eventos subsecuentes llevaron a las compras cruzadas de acciones entre Jardine, Matheson & Co. y Hongkong Land las cuales fueron instigadas primero en 1980 por el entonces taipan David Newbigging.  
En 1988, instigado por Brian Powers, el primer taipan norteamericano de Jardines, la estructura corporativa entera de f Jardine, Matheson & Co., incluyendo sus compañías aliadas, fueron reestructuradas en un hollding de compañías basados en Londres y controlado por la Familia Keswick la que podría tener control estratégico sobre todas las compañías del Grupo Jardine Matheson. 